# Nova vas pri Mokricah
Nova vas pri Mokricah je naselje u Općini Brežice u istočnoj Sloveniji. Nova vas pri Mokricah se nalazi u pokrajini Dolenjskoj i statističkoj regiji Donjoposavskoj. 

## Stanovništvo
Prema popisu stanovništva iz 2002. godine Nova vas pri Mokricah je imala 202 stanovnika.

### Etnički sastav
1991. godina:
- Slovenci: 125 (63,1%)
- Hrvati: 54 (27,3%)
- Jugoslaveni: 8 (4%)
- Muslimani: 3 (1,5%)
- Srbi: 1
- neopredijeljeni: 3 (1,5%)

## Vanjske poveznice
- Satelitska snimka naselja  Arhivirana inačica izvorne stranice od 29. srpnja 2017. (Wayback Machine)